# معجم طبي

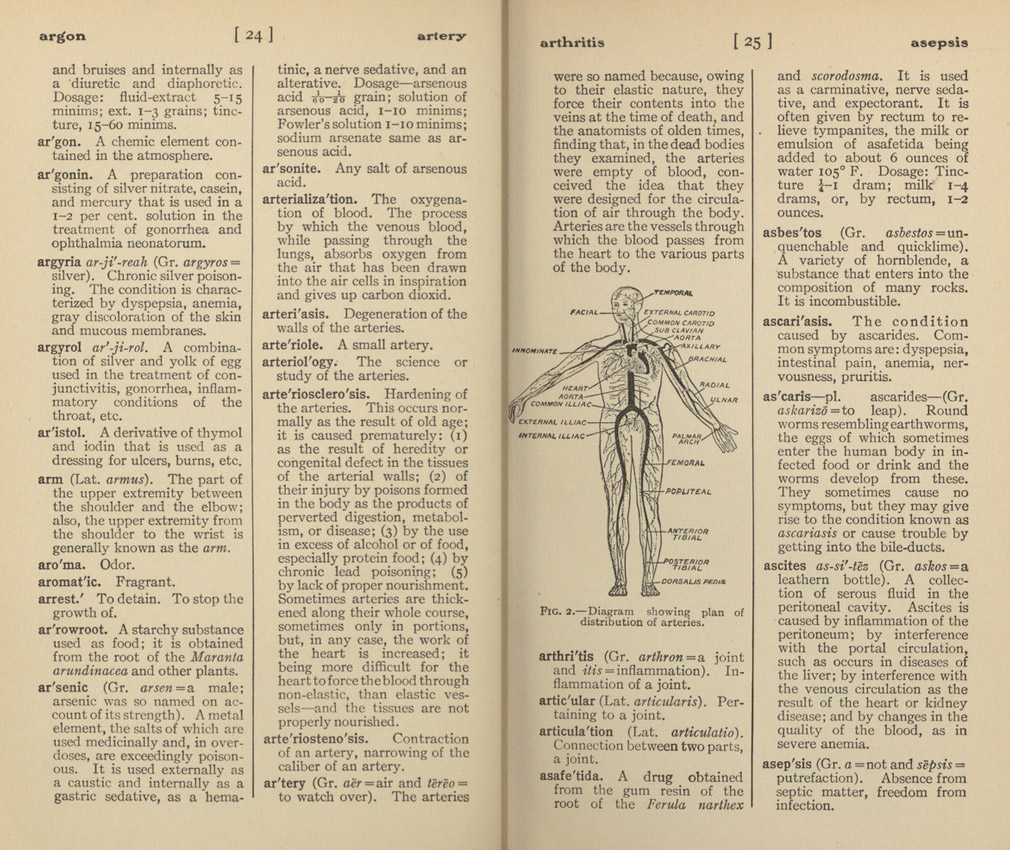
صفحة تعريف من كتاب "القاموس الطبي للممرضات" لأيمي بوب (1914)

القاموس الطبي هو معجم يضم الكلمات المستخدمة في الطب. تُعدّ أربعة قواميس طبية من بين الأبرز في الولايات المتحدة هي قاموس موسبي للطب والتمريض والمهن الصحية، وقاموس ستيدمان، وقاموس تابر، وقاموس دورلاند. كما تُوزع شركة إلسفير قواميس طبية مهمة أخرى. غالبًا ما تصدر هذه القواميس بنسخ متعددة، يُعاد فيها تعديل المحتوى بما يتناسب مع احتياجات فئات مختلفة من المستخدمين. فعلى سبيل المثال، تم إعداد نسخ مختصرة من قاموس ستيدمان الطبي وقاموس دورلاند لتناسب الاستخدام العام والعاملين في مجال الرعاية الصحية المساعدة، بينما تُعدّ الإصدارات الكاملة مراجع أساسية يُعتمد عليها من قبل طلاب الطب، والأطباء، والمتخصصين في مجالات الرعاية الصحية. تتوفر القواميس الطبية عادةً في شكل مطبوعات أو عبر الإنترنت أو كحزم برامج قابلة للتنزيل لأجهزة الكمبيوتر الشخصية والهواتف الذكية.

## تاريخ

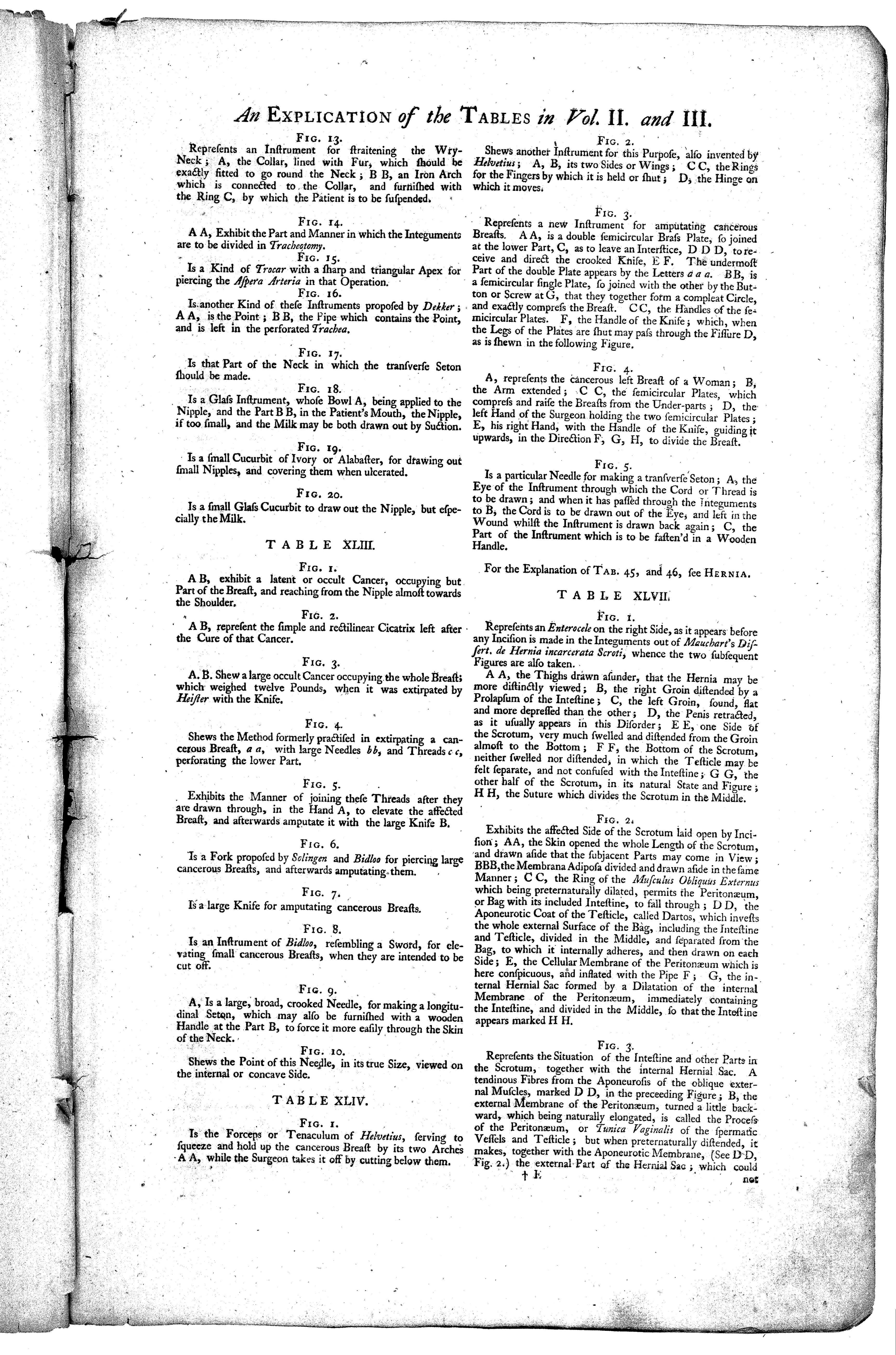
صفحة من قاموس روبرت جيمس الطبي ؛ لندن، 1743-1745

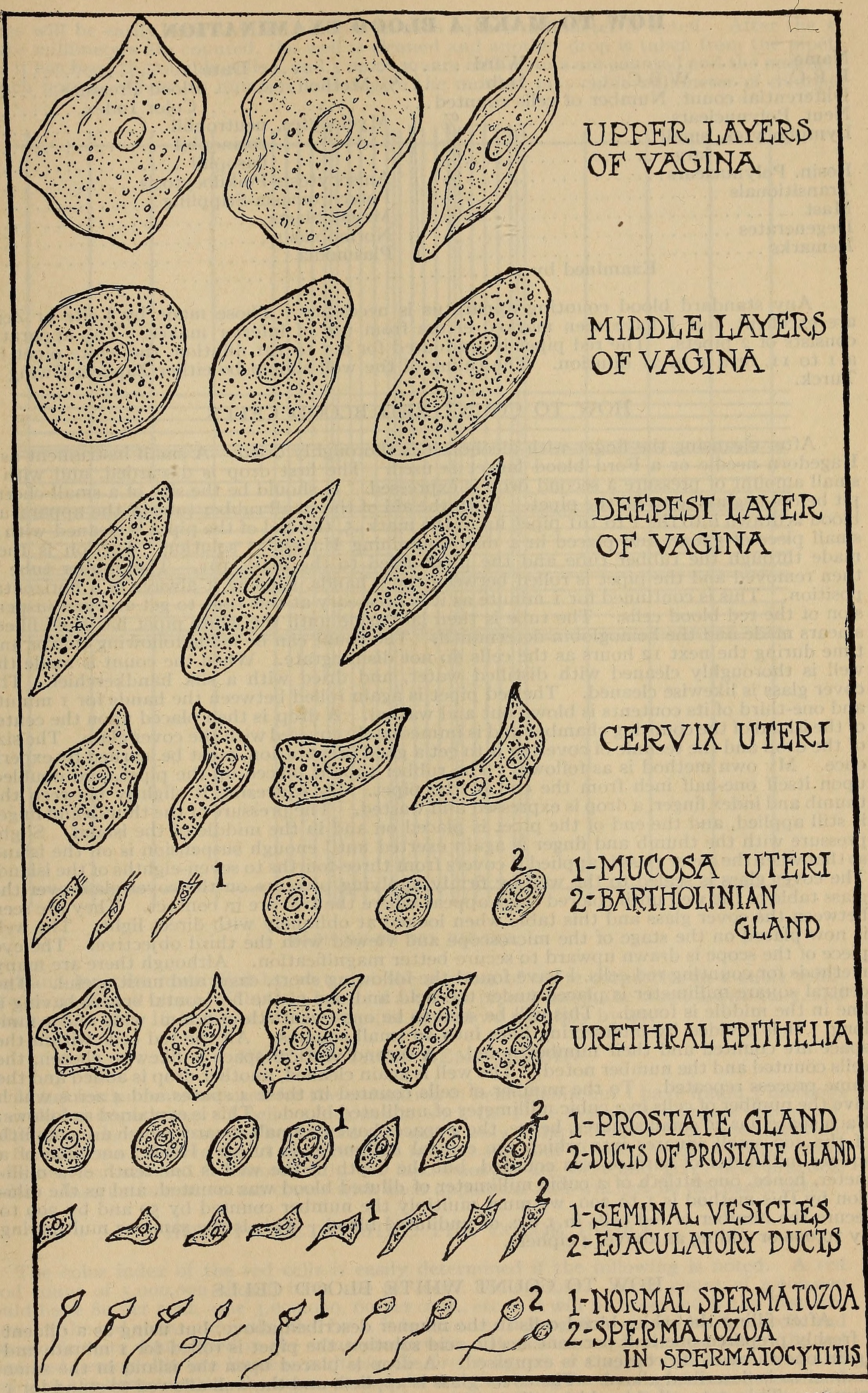
صورة توضيحية من قاموس أبلتون الطبي ؛ حرره إس إي جيليفي (1916)

أكتُشِف أقدم قواميس المصطلحات الطبية المعروفة على ورق البردي المصري الذي أُلِف حوالي عام 1600 قبل الميلاد وتشمل المصادر الأخرى السابقة للقواميس الطبية الحديثة قوائم المصطلحات التي جُمعت من مجموعة أبقراط في القرن الأول الميلادي.
طُبع كتاب Synonyma Simonis Genuensis (مرادفات سيمون الجنوي)، المنسوب إلى الطبيب البابا نيكولاس الرابع في عام 1288، بواسطة أنطونيوس زاروتوس في ميلانو عام 1473. وفي إشارة إلى نسخة محفوظة في مكتبة كلية الأطباء في فيلادلفيا، كتب هنري في عام 1905 أن "هذه هي الطبعة الأولى من أول قاموس طبي". ومع ذلك، فإن هذا الادعاء محل نزاع لأن التكوين لم يتضمن سوى قوائم الأعشاب والأدوية. وبحلول وقت أنطونيو غواينييري (توفي عام 1440) وسافونارولا، استُخدم هذا العمل إلى جانب أعمال أخرى من قبل أوريباسيوس وإيزيدور الإشبيلية وموندينو دي ليوزي وسيرابيون وبييترو دابانو. ثم، كما هو الحال الآن، واجه الكتاب صعوبة في المصطلحات المستخدمة في ترجمات مختلفة من الأعمال اليونانية واللاتينية والعبرية والعربية السابقة. استمرت الأعمال اللاحقة لجاك ديسبارتس وجاكوبو بيرينغاريو دا كاربي في البناء على المرادفات.

## التعاريف
في القواميس الطبية، ينبغي أن تكون التعريفات، قدر الإمكان، على النحو التالي:
- بسيطة وسهلة الفهم،[8] ويفضل أن يفهمها عامة الناس[9]
- مفيدة سريريًا[9] أو في المجالات ذات الصلة حيث سيتم استخدام التعريف فيها.[8]
- محددة،[8] أي أنه من خلال قراءة التعريف فقط، من الناحية المثالية لا ينبغي أن يكون من الممكن الإشارة إلى أي كيان آخر غير الكيان الذي يتم تعريفه.
- قابلة للقياس[8]
- تعكس المعرفة العلمية الحالية[8][9]

## روابط خارجية
- دليل القواميس الطبية على Curlie
- دليل القواميس الطبية على OpenMD
- قاموس ميريام وبستر الطبي
- TheFreeDictionary: قاموس طبي
- Unilexon للأدوية: قاموس الأدوية والأجهزة
- قواميس طبية لأجهزة أندرويد على جوجل بلاي
- قواميس طبية لنظام iOS على متجر تطبيقات Apple